# Antonia Fraser

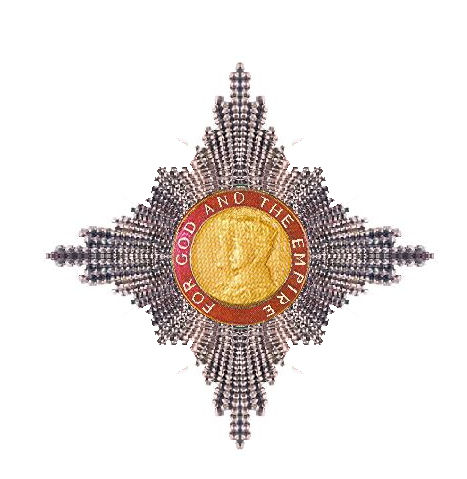
Insígnia de DBE

Antonia Margaret Caroline Fraser DBE (nascuda Pakenham; 27 d'agost del 1932) és una historiadora angloirlandesa, autora de biografies i novel·les detectivesques, més coneguda com a Lady Antonia Fraser. És vídua del dramaturg i poeta Harold Pinter, premi Nobel de Literatura del 2005; abans de la mort del seu marit, també era coneguda com a Lady Antonia Pinter.

## Antecedents familiars i educació
Era filla de Frank Pakenham, 7é comte de Longford (1905–2001), i la seua esposa Elizabeth, comtessa de Longford, nascuda Harman (1906–2002). Com a filla d'un comte se li concedí el títol de Lady, per això se li diu «Lady Antonia».
Quan era adolescent, ella i els seus germans es convertiren al catolicisme, per la conversió del sos pares. Els seus avis materns eren unitaris. En resposta a les crítiques dels seus escrits sobre Oliver Cromwell, ella digué: «No tinc sang catòlica». Abans de la conversió del seu pare al voltant dels trenta anys per un atac nerviós, com ella mateixa explica: «Mon pare era de l'Església protestant d'Irlanda, i sa mare fou unitària fins als 20 anys, quan abjurà».
Fou educada en St. Mary's School d'Ascot i Dragon School abans d'assistir al Lady Margaret Hall d'Oxford; aquest darrer era l'alma mater de sa mare.

## Matrimonis i anys després
Des de 1956 fins al seu divorci al 1977, va estar casada amb Hugh Fraser (1918–1984), descendent de l'aristocràcia escocesa, catorze anys més gran que ella i conservador unionista de la Cambra dels comuns (escó per Stafford), amic de la família Kennedy. Tingueren sis fills: tres xics, Benjamin, Damian i Orlando; i tres xiques, Rebecca Fitzgerald, esposa de l'advocat Edward Fitzgerald QC, Flora Fraser i Natasha Fraser-Cavassoni. Les tres filles són escriptores i biògrafes. Benjamin Fraser treballa per a JP Morgan, Damian Fraser és director general de la firma de banca d'inversió UBS AG a Mèxic, i Orlando Fraser és advocat especialitzat en dret mercantil. Lady Antonia Fraser té 18 nets.
El 22 d'octubre de 1975, Hugh i Antonia Fraser, amb Caroline Kennedy, que els anava a visitar a sa casa de Holland Park de Kensington, a l'oest de Londres, quasi foren ferits per una bomba de l'IRA, col·locada sota les rodes del Jaguar de sir Hugh, que havia estat activada per explotar a les 9.00 AM, quan isquera de la casa. La bomba matà un destacat investigador de càncer: Gordon Hamilton-Fairley, veí de la família Fraser, que estava passejant el gos, quan va notar alguna cosa estranya i es detingué a examinar l'artefacte explosiu.
El 1975, Lady Antonia Fraser comença una relació amb el dramaturg Harold Pinter, que llavors estava casat amb l'actriu Vivien Merchant. El 1977, després que ella visqués amb Pinter durant dos anys, el matrimoni dels Fraser es dissolgué. Merchant parlà sobre el seu malestar en la premsa. El 1980, després que Merchant signara el divorci, Fraser i Pinter es casen. Harold Pinter morí de càncer el 24 de desembre de 2008, als 78 anys.
Antonia Fraser viu al barri londinenc de Holland Park al sud de Notting Hill Gate, al Royal Borough de Kensington i Chelsea en la residència familiar dels Frasers, on encara escriu al seu estudi del quart pis.
La crítica n'ha assenyalat que «més que una cara bonica» és una historiadora consumada i «una intel·lectual».
Comandant de l'orde de l'Imperi Britànic (CBE), fou elevada a Dama (DBE) d'Honor al 2011 pels «serveis a la literatura».

## Carrera
Comença a treballar com a "assistent multiús" a George Weidenfeld en Weidenfeld and Nicolson (el seu "únic treball"), que esdevindria el seu editor i part d'Orion Publishing Group, que edita la seua obra al Regne Unit.
La seua primera obra important, publicada per Weidenfeld & Nicolson, fou Maria, reina d'Escòcia (1969), seguida d'algunes biografies, com Cromwell, Our Chief of Men (1973). Guanya el Premi d'Història Wolfson al 1984 per El got més fràgil, un estudi de la vida de les dones del s. XVII a Anglaterra. De 1988 a 1989, fou presidenta del PEN anglés, i en presidí el Comité d'Escriptors a la presó.
També ha escrit novel·les detectivesques: la més popular implicava un personatge anomenat Jemima Shore; s'adaptà a una sèrie de televisió emesa al Regne Unit el 1983.
El 1983 i 1984, fou presidenta del cercle Sir Walter Scott d'Edimburg.
Després, publica Les reines guerreres, història de diverses dones de la reialesa involucrades en la milícia, des de Boadicea i Cleòpatra. El 1992, publica The Six Wives of Henry VIII, que l'historiador Eric Ives cita en el seu estudi d'Ana Bolena.
Escrigué una crònica sobre la vida i època de Carles II, un èxit de crítiques. També ha sigut editora de moltes biografies reials, incloent la destacada Reis i reines d'Anglaterra i la sèrie Història reial d'Anglaterra. El 1996, publica un llibre titulat La conspiració de la pólvora: el terror i la fe al 1605, que guanyà el Premi Literari St. Louis.
Dues de les més recents obres no fictícies són Maria Antonieta: el viatge (2001, 2002), en què es basa la pel·lícula Maria Antonieta (2006), dirigida per Sofia Coppola, amb Kirsten Dunst en el paper principal, i Amor i Lluís XIV: les dones en la vida del Rei Sol (2006).
Al Festival Literari de Cheltenham el 17 d'octubre de 2010, Lady Antonia anuncià que el tema de la seua propera obra seria la llei de la Gran Reforma de 1832 i que no volia fer una biografia de la reina Isabel I, perquè aquest tema havia estat àmpliament cobert.

## Premis
- James Tait Black Memorial Prize (1969), pel seu llibre María, reina d'Escòcia
- Premi d'Història Wolfson (1984), pel seu llibre El got més fràgil
- Crime Writers' Association Macallan Gold Dagger for Senar-Fiction (1996), pel seu llibre La conspiració de la pólvora
- Premi Literari St. Louis (1996), pel seu llibre La conspiració de la pólvora
- Medalla Norton Medlicott de l'Associació Històrica (2000)
- Premi Literari Enid McLeod (2001), de la Societat Franco-Britànica, per María Antonieta
- Royal Society of Literature (FRSL).[3]